# 埃特雷拉康帕涅
埃特雷拉康帕涅（法語：Estrées-la-Campagne，法語發音：[ɛtʁe la kɑ̃paɲ] ⓘ）是法国卡尔瓦多斯省的一个市镇，属于卡昂区。

## 地理
埃特雷拉康帕涅（49°0'50"N, 0°14'3"W）面积7.45 平方千米，位于法国诺曼底大区卡爾瓦多斯省，该省份为法国西北部沿海省份，北濒大西洋英吉利海峡，东北与滨海塞纳省以海上边界相接，东临厄尔省，南至奧恩省，西与芒什省接壤。
与埃特雷拉康帕涅接壤的市镇（或旧市镇、城区）包括：布雷特维尔勒拉贝、格兰维尔-朗加讷里、乌伊勒泰松、鲁夫尔、圣日耳曼勒瓦松、苏瓦尼奥勒、苏蒙圣康坦。

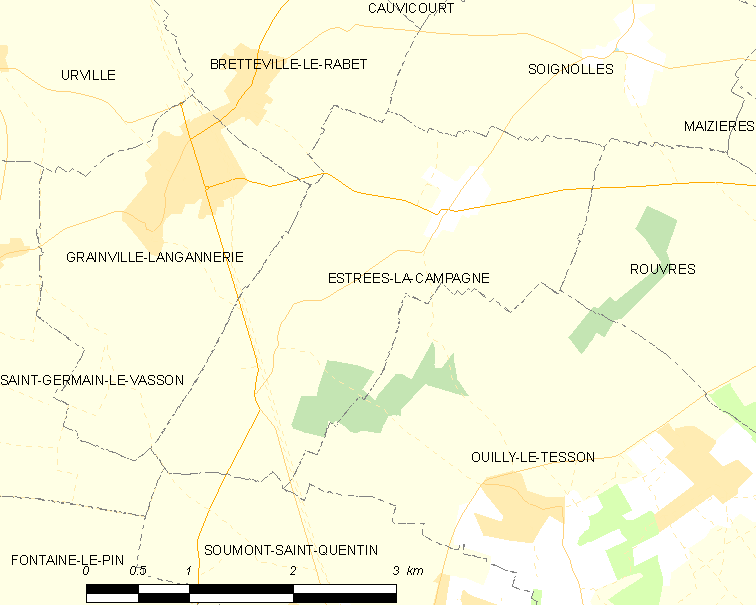
埃特雷拉康帕涅的OSM定位图

埃特雷拉康帕涅的时区为UTC+01:00、UTC+02:00（夏令时）。

## 行政
埃特雷拉康帕涅的邮政编码为14190，INSEE市镇编码为14252。

## 政治
埃特雷拉康帕涅所属的省级选区为勒奥姆县。

## 人口

1962-2008年间埃特雷拉康帕涅人口变化图示

埃特雷拉康帕涅于2022年1月1日时的人口数量为252人。